# Euthamia
Euthamia – rodzaj roślin z rodziny astrowatych. Należy do niego 13 gatunków. Rośliny te występują naturalnie w Ameryce Północnej od północnego Meksyku i Florydy po północną Kanadę. Jeden gatunek – Euthamia graminifolia rośnie jako roślina introdukowana w Europie. Jest zadomowiona już także w Polsce.
Euthamia graminifolia uznawana jest za potencjalną roślinę kauczukodajną.

## Morfologia

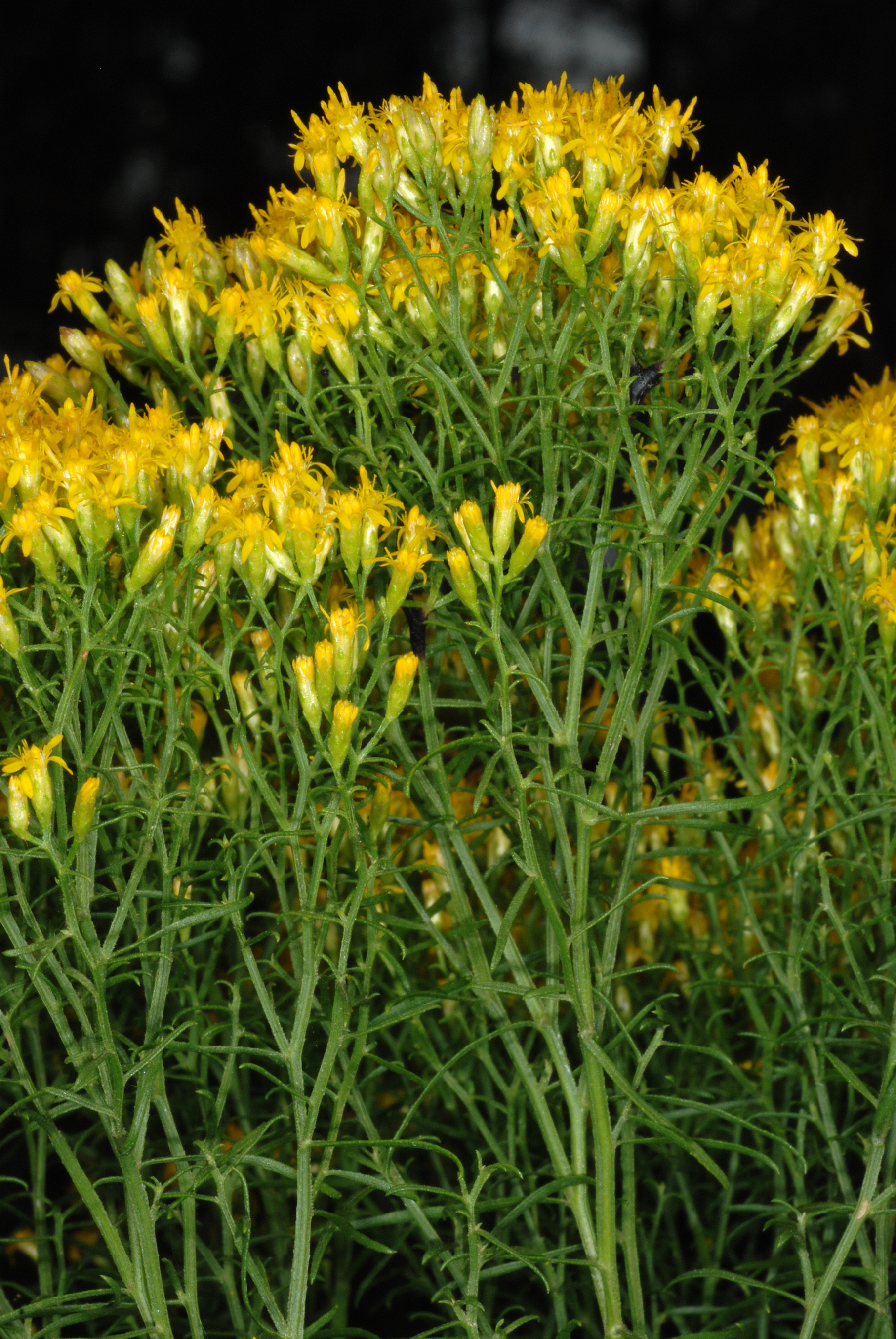
Euthamia caroliniana

PokrójByliny i półkrzewy osiągające od kilkudziesięciu do 2 m wysokości, czasem z pełzającym kłączem. Łodygi pojedyncze lub rozgałęzione, prosto wzniesione, są nagie lub owłosione.
LiścieSkrętoległe, łodygowe, siedzące, podobne kształtem i wielkością na całym pędzie, równowąskie do lancetowatych o długości od 4 do 13 cm. Blaszka całobrzega, naga lub owłosiona, z rzadkimi lub gęstymi wgłębionymi i prześwitującymi gruczołkami.
KwiatyZebrane w koszyczki wyrastające pojedynczo lub w pęczkach wzdłuż osi złożonego kwiatostanu wiechokształtnego lub baldachogroniastego. Okrywy koszyczków są półkuliste do wydłużonych, o długości od 2 do 8 mm. Listków okryw jest 11–29, wyrastają one w 3–5 rzędach, mają kształt równowąski do jajowatego, u nasady zwykle jaśniejsze, często słomiaste. Zewnętrznie usytuowane w koszyczku kwiaty języczkowe są słupkowe (żeńskie) i płodne, jest ich od 7 do 22 i mają żółte korony. Wewnątrz koszyczka znajduje się od 3 do 22 kwiatów rurkowatych obupłciowych i także płodnych, o żółtych koronach, z 5 łatkami wzniesionymi lub rozpostartymi.
OwoceNiełupki wąskoeliptyczne, obłe, szorstkie, z 2–4 żebrami. Puch kielichowy trwały, z 20–30 pierzastymi włoskami wyrastającymi w jednym szeregu.

## Systematyka
Pozycja systematyczna
Rodzaj z plemienia Astereae z podrodziny Asteroideae w obrębie rodziny astrowatych Asteraceae. Gatunki z tego rodzaju były w przeszłości włączane do rodzaju nawłoć w randze podrodzaju subg. Euthamia Nuttall. Rodzaje te okazały się należeć do dwóch odrębnych kladów wyodrębnianych w randze podplemion Gutierrezzinae (Euthamia) i Solidagininae s.s. (Solidago), aczkolwiek oba bywają też łączone w jedno podplemię Solidagininae s.l. Poza oddalonym pokrewieństwem dowiedzionym molekularnie na odrębność tego rodzaju od nawłoci wskazują też  odmienna budowa kwiatostanu i gruczołki na liściach.
Wykaz gatunków
- Euthamia caroliniana (L.) Greene ex Porter & Britton
- Euthamia floribunda Greene
- Euthamia galetorum Greene
- Euthamia graminifolia (L.) Nutt. – nawłoć wąskolistna
- Euthamia gymnospermoides Greene
- Euthamia lanceolata (L.) G.L.Nesom
- Euthamia leptocephala (Torr. & A.Gray) Greene ex Porter & Britton
- Euthamia occidentalis Nutt.
- Euthamia oklahomensis G.L.Nesom
- Euthamia pulverulenta Greene
- Euthamia remota Greene
- Euthamia scabra Greene
- Euthamia weakleyi G.L.Nesom